# Wargasara
Wargasara is een bestuurslaag in het regentschap Serang van de provincie Banten, Indonesië. Wargasara telt 975 inwoners (volkstelling 2010).